# Xe siècle en science
IXe siècle en science - Xe siècle - XIe siècle en science
Chronologie de la science
Cet article concerne les événements concernant les sciences et les techniques qui se sont déroulés durant le Xe siècle :

## Événements
La charrue à roue est utilisée au nord de la Loire. Venant de l’Italie normande, elle atteint le Danemark à la fin du Xe siècle. En même temps se développe le collier d’épaule et le fer à cheval. Les moulins à eau se font moins rares. Des moulins à vent sont attestés dans la région de Tarragone.
- Vers 900 : le savant iranien Abu Bakr Mohammad Ibn Zakariya al-Razi (Rhazès) développe la théorie atomiste de Démocrite[2]. Rhazès, philosophe et médecin perse, vit à Ravy et à Bagdad entre 865 et 925. Il laisse quelque deux cents ouvrages. Il est le premier savant arabe à affirmer sa croyance dans le progrès continu et, en conséquence, dans le caractère provisoire de toute recherche. Il dirige un hôpital à Bagdad et écrit des traités sur la peste, la variole et les rougeoles, étudie « la pierre de la vessie et des reins », la goutte et les rhumatismes.
- Vers 940 : première mention du gouvernail d'étambot en Chine[3].
- 948 : première mention de la cogue à Muiden près d'Amsterdam. Ce navire va favoriser les échanges de la Hanse en mer du Nord et en Baltique[4].
- Après 960 : avancées techniques dans la Chine des Song, impression à caractères mobiles, emploi du papier-monnaie, boussole, poudre à canon, vaccin antivariolique.
- 967-970 : Gerbert d'Aurillac (futur pape) séjourne en Catalogne, où il s'initie aux sciences arabes auprès de l'évêque Hatton de Vich[5].
- Vers 970 : la conversion du mouvement alternatif en mouvement rotatif par excentrique, bielle et piston est inventée en Chine[6].
- 976-979 : tour horloge astronomique à échappement hydromécanique réalisée par l'ingénieur chinois Zhang Sixun. Il remplace l'eau utilisée dans l'horloge à eau de Yi Xing par du mercure pour éviter le gel[7].
- Vers 970 : le calife fatimide fait construire un observatoire au Caire où travaille Ibn Yunus[8].
- 976 et 992 : les chiffres arabes sont mentionnés pour la première fois en Europe occidentale (Espagne) dans le Codex Vigilanus, un manuscrit du monastère de San Martin de Albelda et dans le Codex Emilianus terminé en 992 à San Millán de la Cogolla près de Burgos[9].
- 972-980 et 984-989 : Gerbert d'Aurillac, futur pape Sylvestre II, enseigne aux écoles de Reims après avoir fait ses études à Ripoll, en Catalogne et un séjour à Rome (970-972). C’est probablement le seul savant de son époque arithméticien, musicien, astronome et médecin[10]. Il introduit en Europe un nouveau type d'abaque[11]. Dans ce cadre, on lui attribue souvent aussi la première introduction en Occident des chiffres arabes[12], mais cela fait débat[11].
- 984 : Gerbert d'Aurillac réclame à Lupitus de Barcelone un liber de astrologia, qui aurait pu lui procurer les connaissances sur l'astrolabe. L'attribution du liber de astrolabio à Gerbert, attesté à partir des années 1080, fait débat[13].
- Vers 881-882 : Gerbert d'Aurillac devient l’ami d’Otton II, qui le nomme abbé de Bobbio où il dispose d'une bibliothèque de 650 volumes[14]. Il devient le précepteur du futur empereur Otton III et lui insuffle ses idées politiques.

- 997 : Avicenne est nommé médecin de la cour auprès du prince de Boukhara à l’âge de dix-huit ans. Il demeure à ce poste jusqu’à la chute de l’empire des Samanides en 999. Après une période d’itinérance, il entre au service de l'émir d’Hamadan Chams ad-Dawla (1014-1021) et durant les quatorze dernières années de sa vie, il devient conseiller scientifique et médecin du prince d’Ispahan[15].

## Publications
- 903 : 
  - Hunayn ibn Ishaq écrit L'histoire des grands médecins arabes[16].
  - Les Atours précieux, encyclopédie de l’iranien Ibn Rustah rédigée vers 903. Il laisse des descriptions précises d’itinéraires et de villes[17].
- 910 : publication par Rhazès du Kitab al-Hawi fi al-Tibb, remarquable somme médicale en 22 volumes[18].
- Vers 910 : Al-Battani publie des tables astronomique (Zij) qui corrigent celles de Ptolémée[19].
- 943-947 : Al-Mas'ûdî écrit son encyclopédie, Muruj adh-dhahab (Les prairies d'or)[20].

- Vers 964 : Traité des étoiles fixes, de l'astronome Al-Soufi.
- Entre 965 et 995 : le Livre du Bois (Mu Jing), traité chinois de charpenterie de Yu Hao[21].
- Vers 975 : le Perse Muwaffaq écrit un traité de pharmacologie[22].
- 977 : « La Configuration de la terre » (Surat al-Ardh, صورة الارض; ), ouvrage de Ibn Hauqal, marchand et sans doute espion des Fatimides, qui visite le monde musulman de l’Espagne à la Transoxiane entre 943 et 969. Il laisse des études sur les itinéraires, l’économie et les populations des régions traversées.

- Vers 980 : le géographe arabe al-Maqdisi, né à Jérusalem et mort après 988, écrit après avoir visité le monde musulman La Meilleure Division pour connaître les régions du monde.
- Vers 984 : le mathématicien arabe Ibn Sahl écrit un traité sur les miroirs brûlants et les lentilles. Il énonce pour la première fois la loi de la réfraction[23].